# ZZ Top

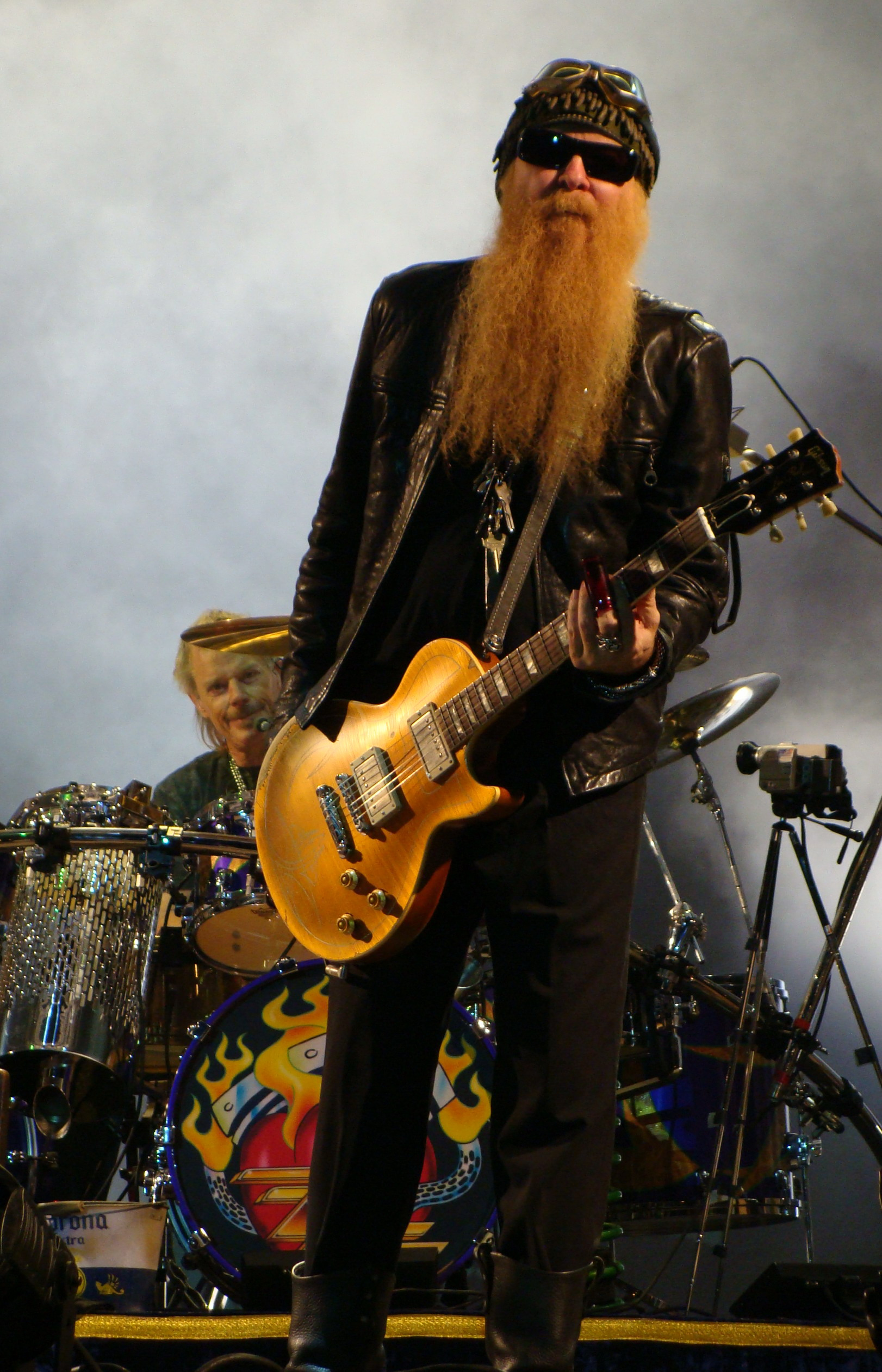
Billy Gibbons en un concert.

ZZ Top és un grup de blues rock i boogie rock amb tocs de rock dur i southern rock. Es va formar en 1969 a Houston (Texas, EUA). Els membres del grup són Billy Gibbons (veu i guitarra), Dusty Hill (baix i segona veu) i Frank Beard (bateria).
Aquesta banda és anomenada manyagosament pels seus admiradors "The Little Old Band from Texas" i té el mèrit de ser un dels pocs grups de rock que encara conserva els membres originals després de 40 anys, a més de tenir el mateix 'manager' i productor, Bill Ham.
Van aconseguir el cim del seu èxit comercial entre els anys 70 i 80, però encara continuen fent girades i publicant discs. ZZ Top va entrar en el Rock and Roll Hall of Fame el 15 de març de 2004.
Gibbons i Hill també són famosos per les seves particulars guitarres, moltes codissenyades amb el mestre luthier John Bolin.

## Discografia principal
- ZZ Top's First Album (1971)
- Rio Grande Mud (1972)
- Tres Hombres (1973)
- Fandango! (1975)
- Tejas (1976)
- Degüello (1979)
- El Loco (1981)
- Eliminator (1983)
- Afterburner (1985)
- Recycler (1990)
- Antenna (1994)
- Rhythmeen (1996)
- XXX (1999)
- Mescalero (2003)
- La Futura (2012)